# Víctor Hugo Peña
Víctor Hugo Peña Grisales (ur. 10 lipca 1974 w Bogocie) – kolumbijski kolarz szosowy.
W zawodowym peletonie ściga się od 1997 roku. Największymi sukcesami kolarza są etapowe zwycięstwa w Giro d’Italia i Maillot jaune Tour de France 2003 przez trzy dni (drużynowy zwycięzca na czwartym etapie). Zwycięzca Vuelta a Murcia w 2002 roku.

## Najważniejsze zwycięstwa i sukcesy
- 1998
  - prolog i 6. etap w Vuelta a Colombia
- 2000
  - etap w Giro d’Italia
- 2002
  - 1. Vuelta a Murcia
  - etap w Ronde van Nederland
- 2003
  - trzydniowy lider w Tour de France, drużynowy zwycięzca etapowy
- 2004
  - 2. Volta ao Algarve
- 2006
  - 9. Giro d’Italia
- 2008
  - etap w Vuelta a Colombia